# Dunbar Douglas, 6. Earl of Selkirk

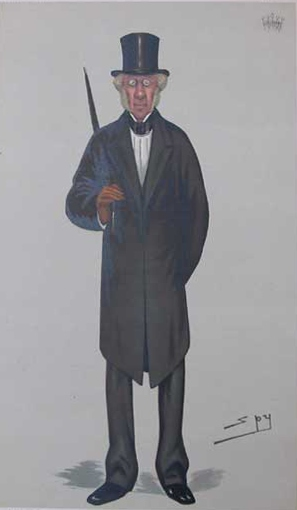
Karikatur des Earl of Selkirk in der Vanity Fair, 1882

Dunbar James Douglas, 6. Earl of Selkirk (* 22. April 1809 in London; † 11. April 1885 in St. Mary’s Isle, Kirkcudbrightshire) war ein britischer Peer und Politiker.

## Leben
Er war der einzige Sohn des Thomas Douglas, 5. Earl of Selkirk, aus dessen Ehe mit Jean Wedderburn-Colville. Als Heir apparent seines Vaters führte er zu dessen Lebzeiten den Höflichkeitstitel Lord Daer. Er war noch minderjährig, als er beim Tod seines Vaters 1820 dessen schottische Adelstitel als 6. Earl of Selkirk und 6. Lord Daer and Shortcleugh erbte.
Er besuchte von 1823 bis 1828 das Eton College und begann anschließend ein Studium am Christ Church College der Universität Oxford, wo er 1830 den Abschluss eines Bachelor of Arts und 1834 den eines Master of Arts erlangte. Im Januar 1831 wurde er als Fellow in die Royal Society aufgenommen.
Am 3. Juni 1831 wurde er als schottischer Representative Peer ins britische House of Lords gewählt und gehörte im Parlament der Fraktion der Conservative Party an. Er wurde mehrfach wiedergewählt und hatte das Mandat bis zu seinem Tod inne. 1844 wurde er auf Lebenszeit zum Lord Lieutenant von Kirkcudbrightshire ernannt und 1852 sowie von 1858 bis 1859 hatte er auch das Staatsamt des Keeper of the Great Seal of Scotland inne.
Am 29. Juni 1878 heiratete er im Alter von 69 Jahren Cecily Louisa Grey-Egerton († 1920), Tochter des Sir Philip Grey-Egerton, 10. Baronet. Die Ehe blieb kinderlos.
Als er 1885 starb, fielen seine Adelstitel an seinen entfernten Verwandten Charles Douglas-Hamilton, den jüngeren Bruder des William Hamilton, 12. Duke of Hamilton.